# 天母白屋
建於1953年，是為1950年代韓戰時期駐台美軍興建之美軍顧問團宿舍，因外牆白色雨淋板之特徵，且位於臺北市天母地區，故名天母白屋。
建築物為一層樓，黑瓦白牆，外有庭院，內多設有壁爐，頗具該時期美國郊區獨棟建築之特色。隨著天母地區的發展，類似建築的數量已日漸減少。曾外借2006年播出之偶像劇《愛情魔髮師》拍攝外景。
2005年1月27日，臺北市政府公告為市定古蹟予以保存。
2012年12月9日，臺北市都市更新處於天母白屋舉辦「天母白屋文化節」。
2016年7月20日，由智邦藝術基金會託管重新開放參觀。2018年6月底合約到期後停止開放。

## 外部連結
- 天母白屋  臺北旅遊網
- 天母白屋 Tianmu White House - URS23的Facebook專頁